# Christopher Castile
Christopher Jon Castile (Contea di Orange, 15 giugno 1980) è un attore statunitense.

## Carriera
Nato nella Contea di Orange, in California, è conosciuto per aver svolto il ruolo di Ted Newton in Beethoven e nel suo sequel Beethoven 2. 
Ha anche recitato in vari episodi del network televisivo American Broadcasting Company e in un episodio della serie televisiva Hai paura del buio?.

## Premi e candidature
- Young Artist Awards: 
  - 1993: Candidatura miglior attore giovane in una serie televisiva per Una bionda per papà
  - 1993: Candidatura miglior attore giovane per Beethoven
  - 1994: Candidatura migliore interpretazione giovanile per Una bionda per papà
  - 1995: Candidatura miglior cast giovane per Beethoven 2
  - 1996: Candidatura miglior performance di un giovane attore in una serie televisiva per Una bionda per papà

## Vita privata
Castile ha lasciato il mondo del cinema nel 1998 e attualmente insegna Scienze politiche e Storia alla Biola University di La Mirada, USA.
Nel 2003 ha sposato la sua ragazza, con la quale era amico da molto tempo.

## Filmografia
- Hurricane Sam (1990) - Film TV
- The Fanelli Boys (1 episodio, 1990)
- Going Places (3 episodi, 1991)
- Beethoven (1992)
- Beethoven 2 (1993)
- Hai paura del buio? (Are You Afraid of the Dark?) (1 episodio, 1995)
- Hey, Arnold! (8 episodi, 1996-1998) - voce
- Una bionda per papà (Step by Step) (1991-1998)

## Doppiatori italiani
Nelle versioni in italiano delle opere in cui ha recitato, Christopher Castile è stato doppiato da:
- Davide Perino in Una bionda per papà (st. 1-5)
- Paolo Vivio in Una bionda per papà (st. 6-7)
- Simone Crisari in Beethoven
- Perla Liberatori in Beethoven 2